# Stick, le justicier de Miami
Pour les articles homonymes, voir Stick.
Pour plus de détails, voir Fiche technique et Distribution.
Stick, le justicier de Miami (Stick) est un film américain réalisé par Burt Reynolds et sorti en 1985. Il s'agit d'une adaptation du roman Stick d'Elmore Leonard (1983).

## Synopsis
Ernest Stickley, surnommé “Stick”, est un voleur de voiture fraîchement sorti de prison. Il assiste impuissant au meurtre brutal de l'un de ses amis lors d'une transaction douteuse. Traqué, il va tout mettre en œuvre pour retrouver le responsable.

## Fiche technique
Sauf indication contraire, les informations mentionnées dans cette section peuvent être confirmées par la base de données cinématographiques IMDb,  présente dans la section « Liens externes ».
- Titre français : Stick, le justicier de Miami[2]
- Titre original : Stick
- Réalisation : Burt Reynolds
- Scénario : Joseph Stinson et Elmore Leonard, d'après le roman Stick d'Elmore Leonard
- Musique : Barry De Vorzon et Joseph Conlan
- Photographie : Nick McLean (en)
- Montage : William Gordean
- Costumes : Norman Salling
- Production : Jennings Lang (en)
- Société de production et de distribution : Universal Pictures
- Pays de production :  États-Unis
- Langue originale : anglais
- Genre : action, policier
- Durée : 104 minutes
- Dates de sortie[3] :
  - États-Unis, Canada : 26 avril 1985
  - France : 17 juillet 1985
- Classification[4] :
  - États-Unis : R
  - France : tous publics

## Distribution
- Burt Reynolds (VF : Serge Sauvion) : Ernest “Stick” Stickley
- George Segal (VF : Patrick Floersheim) : Barry Brahm
- Charles Durning (VF : Michel Vocoret) : Chucky
- Candice Bergen (VF : Tania Torrens) : Kyle
- Cástulo Guerra (VF : Greg Germain) : Nestor
- Richard Lawson (VF : Pierre Saintons) : Cornell
- Dar Robinson (VF : Daniel Beretta) : Moke
- José Pérez (en) (VF : Maurice Sarfati) : Rainy
- Tricia Leigh Fisher (VF : Béatrice Bruno) : Katie
- David Reynoso (en) (VF : Roger Lumont) : Luis
- Sachi Parker (en) : Bobbi
- Alex Rocco : Firestone
- Joey Pouliot (VF : Marc François) : le touriste au bar
- Tim Rossovich (VF : Michel Barbey) : Cecil
- Phanie Napoli (VF : Maïk Darah) : Louisa Rosa

## Production
Roy Scheider est initialement envisagé pour incarner Ernest "Stick" Stickley mais les décideurs d'Universal Pictures préfèrent une star davantage bankable.
Julie Walters a refusé le rôle féminin principal qu'elle jugeait inintéressant. Par ailleurs, Annie Potts et Tammy Wynette ont été engagées mais finalement coupées au montage finale.
Le tournage a lieu en Californie (Los Angeles, Marina Del Rey) ainsi qu'à Fort Lauderdale en Floride.

## Accueil
Auteur du roman original et scénariste du film, Elmore Leonard sera très critique envers le film. Il déclare notamment : « Je n'ai pas du tout reconnu mon scénario dans ce film. Ils ont même mis un autre scénariste dessus pour ajouter plus d'action... Burt avait fait L'Anti-gang et Gator et je pensais qu'il serait bon comme Stick. Mais il avait besoin d'un bon réalisateur. Réalisant lui-même, il a juste joué Burt Reynolds. » ou encore « C'est très, très théâtral. J'ai fait tout ce qui était en mon pouvoir pour que mon écriture ne ressemble pas à de l'écriture, et quand elle apparaît à l'écran, on voit tous ces acteurs jouer dans tous les sens. »